# Самков, Павел Платонович
Павел Платонович Самков (29 июня 1917, Ирбит, Пермская губерния) — советский партийный и хозяйственный деятель, первый секретарь Коми-Пермяцкого окружкома КПСС (1961—1967).

## Биография
С декабря 1935 по май 1936 гг. работал чертёжником Ирбитского районного земельного отдела. В 1941 г. окончил Уральский индустриальный институт имени С. М. Кирова по специальности «инженер-металлург».
С 1941 г. работал на заводе им. И. В. Сталина: мастер (с 1943 г. — старший мастер) литейного цеха, начальник производственного участка (1945—1946), старший технолог завода (1946—1947), начальник отдела технического контроля (1947—1949), начальник технического бюро цеха (1949—1952). В 1947 г. вступил в ВКП(б).
В апреле-сентябре 1952 г. — секретарь партбюро цеха завода им. И. В. Сталина, затем — в Молотовском областном комитете КПСС: инструктор, с октября 1953 г. — заведующий отделом оборонной промышленности.
С июля 1956 по октябрь 1959 г. — директор завода «Гидростальконструкция».
С сентября 1959 г. — первый секретарь Орджоникидзевского районного комитета КПСС. С 10 сентября 1961 по 12 января 1967 г. — первый секретарь Коми-Пермяцкого окружного комитета КПСС.
С февраля 1967 по январь 1978 г. — директор Пермского мотовозоремонтного завода им. А. А. Шпагина.
Был делегатом XXII (1961) и XXIII (1966) съездов КПСС.
Избирался депутатом Верховного Совета РСФСР 6-го созыва (1963—1967, от Пермской области).
В январе 1978 г. вышел на пенсию.

## Награды
- Орден «Знак Почёта» (1966)
- Орден Трудового Красного Знамени (1971).